# Вилькуна, Куста Гидеон
Ку́ста Ги́деон Ви́лькуна (фин. Kustaa Gideon Vilkuna; 26 октября 1902, Нивала, Великое княжество Финляндское — 6 апреля 1980, Киркконумми, Финляндия) — финский этнограф, этнолог, лингвист, историк, политик, общественный и государственный деятель. Доктор философии (1936), профессор финно-угорской этнологии Хельсинкского университета (с 1950). Член Финской Академии наук (1959).

## Биография
До 1927 года изучал финскую филологию в Хельсинкском университете. Состоял в Карельском академическом обществе.
Преподавал в альма-матер. Профессор.
В годы Второй мировой войны Вилкуна занимал пост начальника разведывательной и информационной инспекции в (1939—1943), в 1943—1944 гг. — возглавлял Государственную разведывательную службу.
Член партии Финляндский центр. Министр образования в кабинете Рейно Куускоски (1958).
Был тесно связан с президентом Урхо Кекконеном, ему даже приписывали роль серого кардинала Кекконена.
Похоронен на кладбище Кулосаари в Хельсинки.

## Научная деятельность
Исследовал крестьянское хозяйство и историю материальной культуры финнов, а также их народные традиции и обряды, народный календарь, древние формы общинной организации и др.

## Избранные труды
- Varsinaissuomalaisten kansanomaisesta taloudesta, Hels., 1935;
- Työ ja ilonpito, Hels., 1946;
- Vuotuinen ajantieto, Hels., 1950;
- Kainuu — Kvenland, Hels., 1957;
- Die Volkstümliche Arbeitsfeste in Finnland, Hels., 1963;
- Studien über alte finnische Gemeinschaftsformen. «Finnisch-ugrische Forxhungen», v. 36, Н. 1, Hels., 1966.